# مهندس سلامة
مهندس سلامة وبالانجليزية (Safety engineer) هو من يعمل على إعداد وتطوير أسس وقواعد وإجراءات السلامة والصحة المهنية بموقع العمل، وتحديد الأخطار المهنية في مواقع العمل وإجراءات تفاديها، وتوفير مستلزمات وأدوات السلامة والصحة المهنية ومتابعة استخدامها، وإعداد الوثائق والتقارير المتخصصة بنتائج الأعمال.

## نطاق مهندس السلامة
نطاق مهندس السلامة هو أداء وظائفهم المهنية. يجب أن يكون لدى متخصصي هندسة السلامة التعليم والتدريب والخبرة في مجموعة مشتركة من المعرفة. يحتاجون إلى معرفة أساسية بالفيزياء والكيمياء وعلم الأحياء وعلم وظائف الأعضاء والإحصاء والرياضيات وعلوم الكمبيوتر وميكانيكا الهندسة والعمليات الصناعية والأعمال والاتصالات وعلم النفس. تشمل دراسات السلامة المهنية الصحة الصناعية وعلم السموم، وتصميم ضوابط المخاطر الهندسية، والحماية من الحرائق، وبيئة العمل، وسلامة النظام والعملية، وسلامة النظام، وإدارة برنامج السلامة والصحة، والتحقيق في الحوادث وتحليلها، وسلامة المنتج، وسلامة البناء، وطرق التعليم والتدريب، قياس أداء السلامة، وسلوك الإنسان، والسلامة البيئية والصحة ، وقوانين وأنظمة ومعايير السلامة والصحة والبيئة. يمتلك العديد من مهندسي السلامة خلفيات أو دراسات متقدمة في تخصصات أخرى، مثل الإدارة وإدارة الأعمال، والهندسة، وهندسة النظم / الهندسة الصناعية، وهندسة المتطلبات، وهندسة الموثوقية، والصيانة، والعوامل البشرية، والعمليات، والتعليم، والعلوم الفيزيائية والاجتماعية وغيرها من المجالات. وقد حصل آخرون على دراسات متقدمة في مجال السلامة. هذا يمتد خبرتهم إلى ما وراء أساسيات مهنة هندسة السلامة.

## المهام الرئيسية
- إعداد وتطوير أسس وإجراءات وتعليمات السلامة والصحة المهنية، مثل: سياسة السلامة وتعليمات العمل الآمن وتعليمات الإخلاء وتعليمات لجان السلامة وسجلات السلامة والفحص الطبي، ومتابعة اعتمادها ومراقبة مدى الالتزام بها.
- تحديد مكامن الأخطار الميكانيكية والكهربائية والكيميائية في موقع العمل ووضع الإشارات والملصقات التحذيرية.
- إعداد قوائم بنود وكميات ومواصفات معدات ومستلزمات السلامة والصحة المهنية ومتابعة توفيرها والتزام العاملين باستخدامها.
- تطوير أساليب وإجراءات العمل ومواكبة التطورات التقنية.
- إعداد الوثائق والتقارير المتخصصة المتعلقة بالأعمال والمشروعات الهندسية ونسب تقدمها وعرضها وتوضيحها وحفظها في قاعدة البيانات الخاصة بها وفقاً للسياسات والإجراءات المعتمدة.[3]

## وظائف مهندس السلامة
المجالات الرئيسية المتعلقة بحماية الناس والممتلكات والبيئة هي:

## الوظائف الشخصية والدور
يمكن أن تكون القضايا الشخصية ذات أهمية قصوى في مهندس السلامة. يجب أن يكونوا لطيفين على المستوى الشخصي، وذكيين، ولا يرحمون مع أنفسهم وتنظيمهم. على وجه الخصوص، يجب أن يكونوا قادرين على «اصلاح» الإخفاقات التي يكتشفونها، بالإضافة إلى المصاريف المصاحبة والوقت اللازمين لتصحيحها. يمكن أن يكونوا رسل الأخبار السيئة.
يجب أن يكون مهندسو السلامة قساة في الحصول على الحقائق من المهندسين الآخرين. من الشائع لمهندس السلامة أن يفكر في مشكلات البرامج والمواد الكيميائية والكهربائية والميكانيكية والإجرائية والتدريب في نفس اليوم. غالبًا ما تكون الحقائق غير مريحة للغاية حيث تشير العديد من القضايا المتعلقة بالسلامة إلى أنظمة إدارة متواضعة أو ما هو أسوأ من أخلاقيات العمل المشكوك فيها.

## العمل بروح الفريق الواحد
من الصعب والمكلف تعديل السلامة في نظام غير آمن. لمنع حدوث مشاكل تتعلق بالسلامة، يجب على المؤسسة بالتالي التعامل مع السلامة على أنها تصميم مبكر ونشاط «معماري»، باستخدام مبادئ السلامة المتأصلة، بدلاً من «مطلب الأعمال الورقية» ليتم تنظيفها بعد الانتهاء من التصميم الحقيقي.
يجب أن يعمل مهندسو السلامة أيضًا في فريق يشمل التخصصات الهندسية الأخرى، وضمان الجودة، وتحسين الجودة، والمتخصصين في الامتثال التنظيمي، والمعلمين والمحامين.
غالبًا ما تشير مشكلات السلامة والجودة الفرعية إلى أوجه القصور الأساسية في أهداف المنظمة والتوظيف والتعاقب والتدريب وأنظمة الإدارة وثقافة الأعمال.
غالبًا ما تعمل السلامة بشكل جيد في منظمة إدارة مصفوفة حقيقية، حيث تكون السلامة نظامًا مُدارًا مدمجًا في خطة المشروع.

## دورة حياة السلامة
هي سلسلة من المراحل تبدأ من بدء ومواصفات متطلبات السلامة، والتي تغطي تصميم وتطوير ميزات السلامة في نظام حرج للسلامة، وتنتهي بإيقاف تشغيل هذا النظام. تستخدم هذه المقالة البرامج كسياق ولكن تنطبق دورة حياة الأمان على مجالات أخرى مثل تشييد المباني، على سبيل المثال. في تطوير البرمجيات، يتم استخدام عملية (دورة حياة البرنامج) وتتكون هذه العملية من بضع مراحل، تغطي عادةً البدء والتحليل والتصميم والبرمجة والاختبار والتنفيذ. ينصب التركيز على بناء البرنامج. بعض البرامج لديها مخاوف تتعلق بالسلامة بينما البعض الآخر لا. على سبيل المثال، لا يشتمل نظام طلب الإجازة على متطلبات السلامة. لكننا قلقون بشأن السلامة في حالة فشل البرنامج المستخدم للتحكم في المكونات في الطائرة. لذا، بالنسبة للأخير، فإن السؤال هو كيف يجب إدارة السلامة، كونها مهمة جدًا، ضمن دورة حياة البرنامج.

## الأخطار والمخاطر
يتم تعريف الخطر على أنه «حالة أو حدث أو ظرف يمكن أن يؤدي أو يساهم في حدث غير مخطط له أو غير مرغوب فيه». نادرًا ما يتسبب خطر واحد في وقوع حادث أو عطل وظيفي. غالبًا ما يحدث حادث أو فشل تشغيلي نتيجة سلسلة من الأسباب. سيأخذ تحليل المخاطر في الاعتبار حالة النظام، على سبيل المثال بيئة التشغيل، وكذلك حالات الفشل أو الأعطال.
بينما في بعض الحالات، يمكن القضاء على مخاطر السلامة أو الموثوقية، في معظم الحالات يجب قبول درجة معينة من المخاطر. من أجل تحديد التكاليف المتوقعة قبل وقوعها، يجب مراعاة العواقب المحتملة واحتمال حدوثها. يتم تقييم المخاطر من خلال الجمع بين شدة العواقب واحتمال حدوثها في مصفوفة. يجب التخفيف من المخاطر التي تقع ضمن فئة «غير مقبول» (على سبيل المثال، الخطورة العالية والاحتمالية العالية) ببعض الوسائل لتقليل مستوى مخاطر السلامة.

## روابط ومصادر خارجية
- Trevor Kletz (1998) مصانع المعالجة: دليل للتصميم الآمن بطبيعته CRC(ردمك 1-56032-619-0)
- Frank Lees (2005). Loss Prevention in the Process Industries (ط. 3rdEdition). Elsevier. ISBN:978-0-7506-7555-0.978-0-7506-7555-0
- الجمعية الأمريكية لمهندسي السلامة (الموقع الرسمي)
- مجلس محترفي السلامة المعتمدين (الموقع الرسمي)
- جمعية السلامة والموثوقية (الموقع الرسمي)